# Der Römerbrief (Barth)

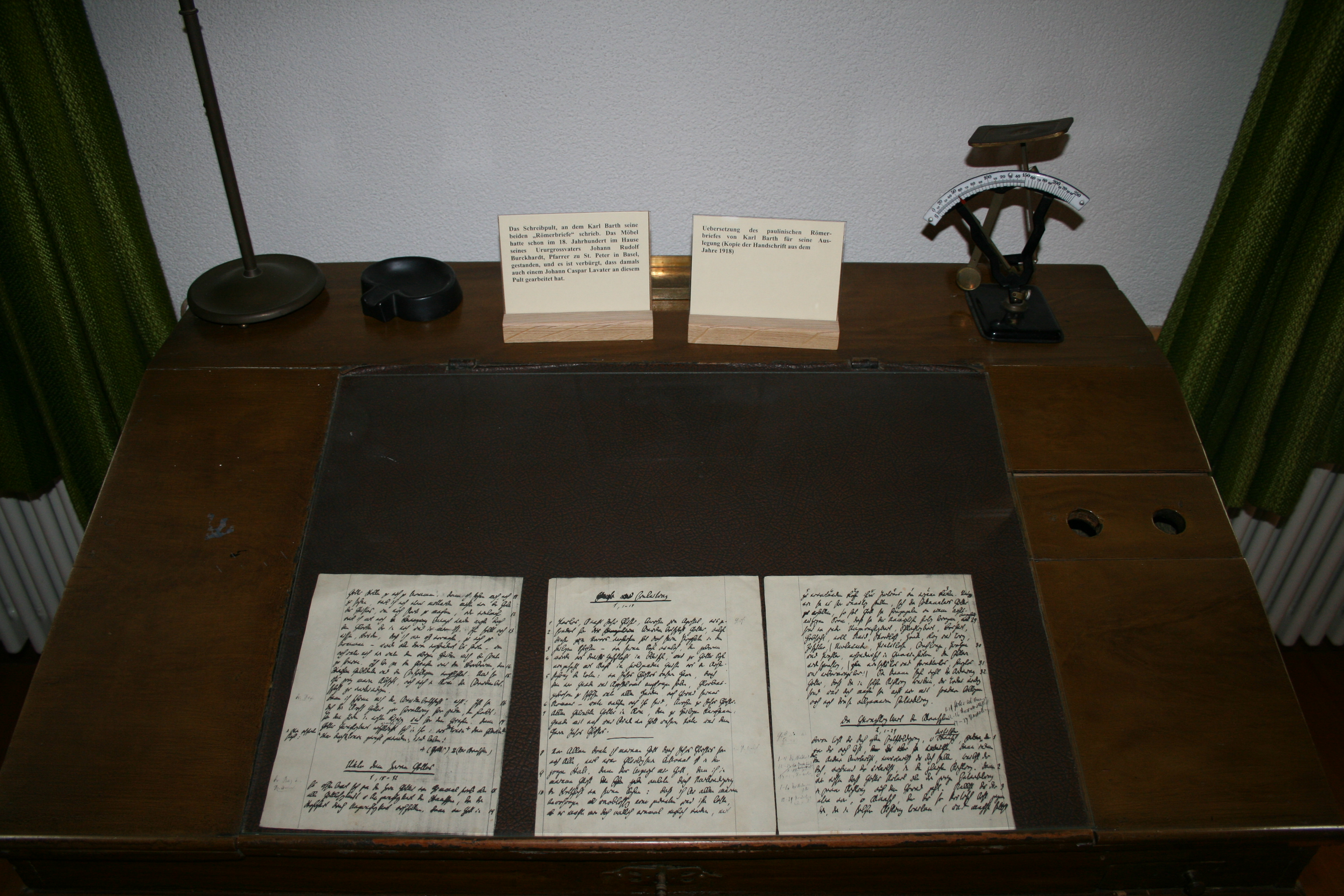
Schreibtisch im ehemaligen Pfarrhaus Safenwil, mit Kopie des Römerbrief-Manuskripts

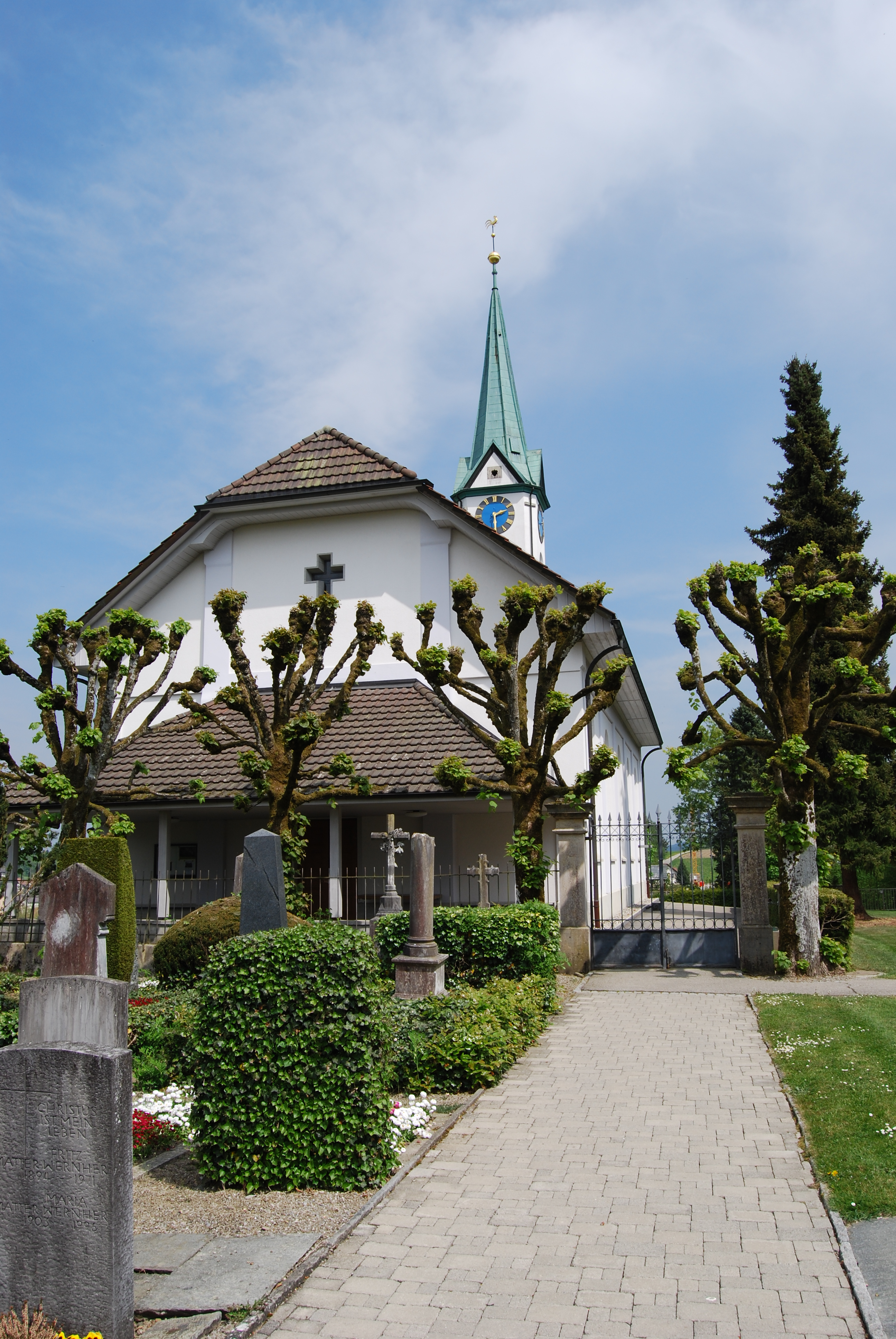
Reformierte Kirche Safenwil (2010)

Der Römerbrief ist ein Hauptwerk des Schweizer evangelischen Theologen Karl Barth. Es handelt sich um einen Kommentar zum Brief des Paulus an die Römer. Barth war zur Zeit der Niederschrift Dorfpfarrer in Safenwil, Kanton Aargau. Die erste Fassung erschien Ende 1918 (datiert 1919), die zweite Fassung Ende 1921 (datiert 1922).
Bereits die erste Fassung machte Barth weit bekannt. Sie gilt wegen ihrer kontrastreichen Sprachbilder und ihres aufrüttelnden Schreibstils als Zeugnis expressionistischer Literatur. Die völlig umgearbeitete zweite Fassung begründete die Dialektische Theologie, deren wichtigster Vertreter Barth in den folgenden Jahren wurde. Er vollzog damit eine Absage an die gesamte liberale Theologie seit Friedrich Schleiermacher, die das Christentum auf menschliche Erfahrung gründete, sich im Gespräch mit der Religionswissenschaft befand und die Bibel historisch-kritisch las. („Kritischer müßten mir die Historisch-Kritischen sein!“)
Barth wurde daraufhin 1921 in Deutschland zum Theologieprofessor berufen und entwickelte sich zu einem weltweit führenden evangelischen Theologen des 20. Jahrhunderts. Sein Römerbriefkommentar erlebte auf Deutsch bis 2005 16 Auflagen mit insgesamt 47.000 Exemplaren; außerdem wurde er ins Englische, Französische, Italienische, Niederländische, Russische, Spanische, Chinesische, Japanische und Koreanische übersetzt. Diese bedeutende Wirkungsgeschichte hatte der Römerbrief in der zweiten Fassung, und zwar in der Textgestalt des zweiten, von Barth durchkorrigierten Abdrucks, der 1923 im Chr. Kaiser Verlag in München erschien.

## Entstehung
Im Sommer 1916 stellte sich für Karl Barth in Gesprächen mit Eduard Thurneysen heraus, dass ihre theologische Ausbildung für Predigt, Unterricht und Seelsorge nicht mehr hilfreich war. Beide meinten, man müsse noch einmal ganz neu ansetzen. Barth begann daraufhin im Juli mit dem Studium des Römerbriefs im griechischen Urtext. „Ich begann ihn zu lesen, als hätte ich ihn noch nie gelesen: nicht ohne das Gefundene … bedächtig aufzuschreiben.“ An eine Veröffentlichung war nicht gedacht.
Barth arbeitete an einem Schreibpult, das als Familienerbstück Ende 1915 an ihn gekommen war, und auch inhaltlich zog er zu seinem Bibelstudium Autoren zu Rate, die durch die Tradition der Familie nahe lagen, besonders den von Vater und Großvater hochgeschätzten Johann Tobias Beck. Damit rezipierte er auch Johann Albrecht Bengel und Friedrich Christoph Oetinger. Mit seinen Notizen vollzog Barth Abgrenzungen gegen Romantik, Idealismus und Pietismus (im November 1916 fand eine Evangelisation in Safenwil statt, die Barth kritisch sah). Die exegetische Arbeit ging nur stockend voran; im März 1917 wurde sie unterbrochen und erst ein halbes Jahr später mit einem Neuansatz zu Röm 5 wieder aufgenommen. Ab jetzt verfolgte Barth den Plan, seinen Kommentar drucken zu lassen, und beantragte beim Kirchenrat einen Studienurlaub, den er dann im Frühjahr 1918 in Zürich verbrachte.
Im Sommer und Herbst 1917 war Barth auch politisch tätig. Als Delegierter nahm er am Parteitag der Schweizer Sozialdemokraten teil und förderte in Safenwil die Gründung von Gewerkschaften, wobei er als Demonstrationsredner auftrat. Das führte zu Spannungen in seiner Gemeinde. Bei der Bestätigungswahl im Juni erhielt er zahlreiche Gegenstimmen. Als die Sozialisten die Mehrheit im Gemeinderat gegen den Freisinn errangen, gab es unter den Kirchgängern Proteste bis hin zu einer Kirchenaustrittsbewegung.
Drei Schweizer Verlage lehnten 1917 den Druck ab; erst nach einer Defizitgarantie des mit Barth befreundeten Unternehmers Rudolf Pestalozzi sagte der Bäschlin-Verlag Bern zu. Bis 3. Juni 1918 stellte Barth das Manuskript, bis 18. August 1918 die korrigierte Druckfassung fertig. Zu Weihnachten 1918 erschien das Buch in einer Auflage von 1000 Exemplaren. Es wurde aber auf 1919 datiert.
Im Jahr 1920 nahm sich Barth die Auslegung des Römerbriefs erneut vor. Er las dafür viel theologische Literatur, insbesondere Calvin, mit dem Ergebnis, dass er vom altwürttembergischen Pietismus unabhängig wurde und seine Gegnerschaft zu Schleiermacher klar erkannte. Barth schrieb die zweite Fassung des Römerbriefs, die jetzt deutlicher evangelisch-reformiertes Profil hatte, vom Herbst 1920 bis Sommer 1921 innerhalb von elf Monaten, wobei die fertigen Seiten immer gleich an den Drucker gingen. Thurneysen war auf eigenen Wunsch hin bei dieser Arbeit stark miteingebunden. Er las Barths Texte Korrektur, und Barth übernahm mit dem Fortschreiten der Arbeit zunehmend mehr Vorschläge Thurneysens, teilweise auch wörtlich.
Am 26. September 1921 lag das Manuskript fertig vor. Zeitgleich nahm Barth Abschied von der Pfarrstelle in Safenwil mit seiner Berufung auf den neu begründeten Lehrstuhl für Reformierte Theologie an der Universität Göttingen.

## Erste Fassung
Das Buch enthält zwei Leitgedanken:
1. Gott kann nicht für den eigenen Parteistandpunkt vereinnahmt werden. Barth betonte die Sachlichkeit als Grundhaltung des Christen in der Welt: „Militärdienst, … wenn’s sein muss, aber unter keinen Umständen als Feldprediger! Sozialdemokratisch, aber nicht religiös-sozial!“[15]
2. Das Reich Gottes ist nicht, wie Religiöse Sozialisten meinten, Zielpunkt eines darauf zulaufenden Fortschritts (im alten Äon), sondern etwas ganz anderes, der Anbruch eines neuen Äon.[16]

Weniger schroff als in der zweiten Fassung versuchte Barth unter dem Einfluss der damals von ihm favorisierten Theologen, das Reich Gottes in der Welt zu konkretisieren. Ähnlich wie Oetinger konnte er in der ersten Fassung des Römerbriefs annehmen, dass Christen auch körperlich von einem Lebensgeist verwandelt würden und dass ihre Bindungen zu Freiheiten würden. Daraus entstanden Perspektiven für die Ethik, Möglichkeiten eines neuen Handelns. Später lehnte er alle derartigen „Versuche, durch naturphilosophische Spekulation zu einer anschaulich wirklichen Geistleiblichkeit vorzudringen“, als irreführend ab.
Barths Formulierung „Revolution Gottes“ hat zu Diskussionen Anlass gegeben. Die These von Friedrich-Wilhelm Marquardt, Barth zeige beim Kommentieren von Röm 13 Kenntnis von Lenins Schrift Staat und Revolution, scheitert aber daran, dass Lenins Schrift noch nicht erschienen war. Barth hatte, obwohl er sozialistischen Sprachgebrauch aufnahm, keine Kenntnis der marxistischen Klassiker. Sein Urteil über den Staat ist negativ und kommt dem Anarchismus nahe.

## Zweite Fassung

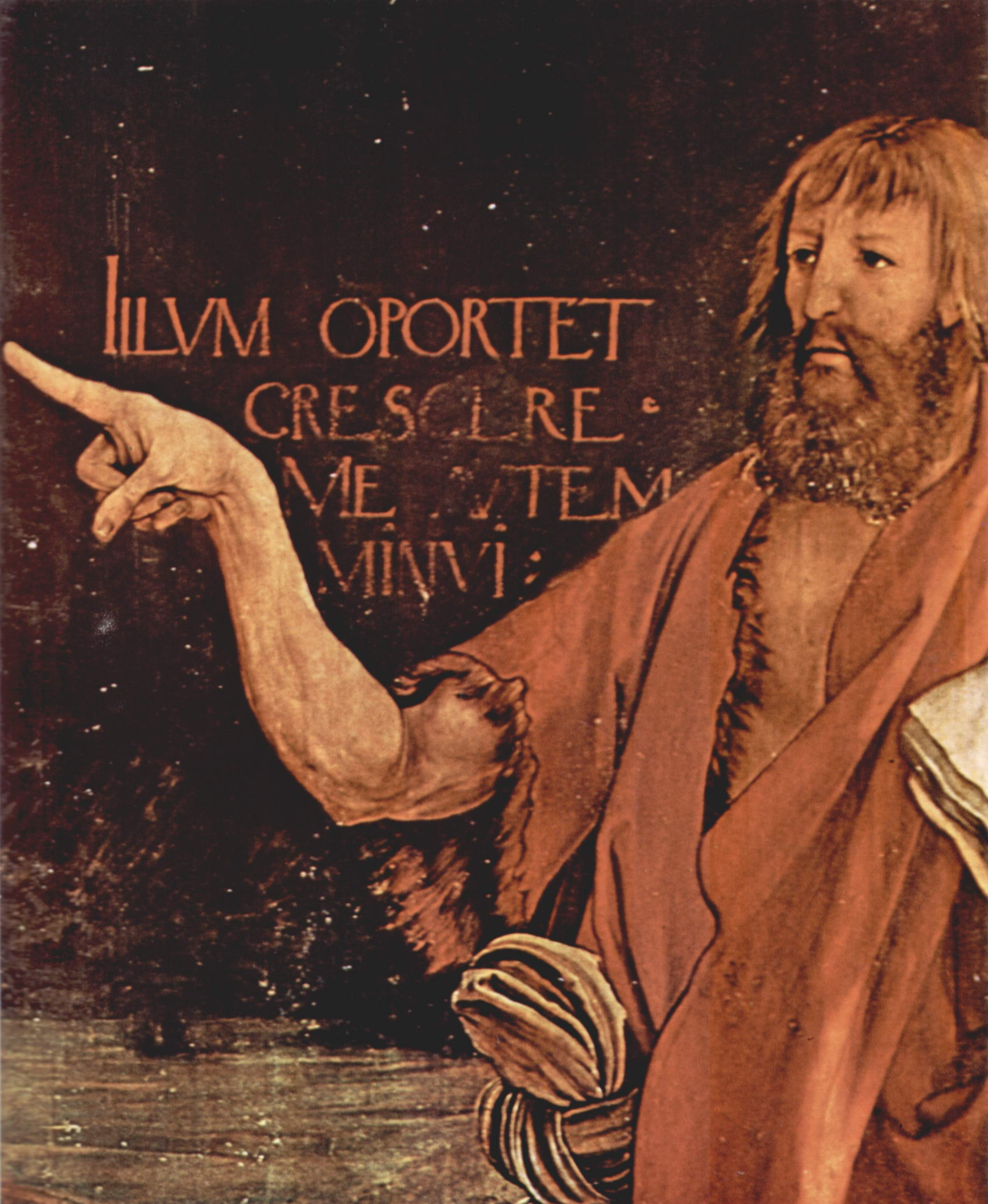
Johannes der Täufer weist von sich weg auf den gekreuzigten Christus (Isenheimer Altar, Detail). Barth bezeichnete dieses Bild, von dem eine Kopie von jetzt an stets über seinem Schreibtisch hing, als Inspiration bei der Neubearbeitung des Römerbriefkommentars

Die zweite Fassung nimmt die Leitgedanken der ersten auf, formuliert aber schärfer:
- Gott ist der ganz Andere. Barth verfolgt mit seinen paradoxen, an Kierkegaard geschulten Aussagen eine polemisch-befreiende Absicht: „Gott aber ist im Himmel und du auf Erden! Und gerade das Nicht-Wissen dessen, was Gott weiß, ist das Wissen von Gott, der Trost, das Licht, die Kraft, das Wissen der Ewigkeit, mit dem wir in der Zeit sind.“[22] Diese radikalen Negationen hat Barth in späteren Schriften nicht mehr vertreten.[23]
- Gott ist für die Vernunft unanschaulich, aber in der Offenbarung Jesu Christi anschaulich. Der neue Äon hat mit der gegenwärtigen Wirklichkeit zu tun, er wirkt in die Pragmatik des alten Äon hinein und ermöglicht eine Sachlichkeit des alltäglichen Handelns.[24]
- Der Gleichnisbegriff, grundlegend entfaltet in der Kirchlichen Dogmatik, kommt hier bereits vor. Zur Interpretation der Aussagen in Barths Römerbriefkommentar zieht Christofer Frey Platons Höhlengleichnis heran. Das Gleichnis bildet nicht unmittelbar ab, sondern ist wie der Schatten an der Wand.[25] Karl Barth ist hier im Gespräch mit seinem Bruder, dem Philosophen Heinrich Barth.
- Grund und Ziel der Menschheitsgeschichte ist Jesus Christus, allerdings nicht, wie er als Jesus von Nazareth in seiner historischen Umwelt lebte, sondern wie er sein Kreuz trägt: dieses ist Gottes Nein zu allen menschlichen Versuchen, Gott zu verzwecken. Das Kreuz steht im Zentrum. Deshalb gibt es für Barth keinen wie auch immer konzipierten Fortschritt der Geschichte, wohl aber eine doppelbödige Erfahrung der alltäglichen Wirklichkeit.[26]

Die radikalen Positionen, die Barth in der zweiten Fassung des Römerbriefs bezog, machten es schwierig, in der Auslegung von Röm 12ff. zu ethischen Aussagen zu kommen, die über ein Nein hinausgehen. Frey stellte fest, dass „der ‚organische‘ Zusammenhang zwischen theologischer Grundlegung und Ethik“ hinfällig werde. Wo Paulus schrieb „Ich ermahne euch“, habe Barth verstanden: „Lasst euch unterbrechen“. Ethik sei für Barth – punktuell – Kritik der Alltagsroutinen, Gott die „große Störung“ menschlichen Tuns.

## Barths Handapparat
Im Nachwort zur ersten Ausgabe benannte Barth als „mir besonders wertvoll“: Johannes Calvin, Johann Tobias Beck, Johann Albrecht Bengel, Frédéric Godet, Hermann Kutter, Hans Lietzmann, Karl Heinrich Rieger, Adolf Schlatter, Albert Schweitzer, Theodor Zahn und Friedrich Zündel, außerdem ein ungedrucktes Kollegheft seines Vaters Fritz Barth. Barth gab also an, folgende Literatur bevorzugt zu nutzen:
- Johann Calvin: Commentarius in Epistolam Pauli ad Romanos, Calvini Opera Band 49;
- Johann Tobias Beck: Erklärung des Briefes Pauli an die Römer, hrsg. von J. Lindenmeyer, 2 Bände, Gütersloh 1884;
- Johann Albrecht Bengel: Gnomon Novi Testamenti, hrsg. von J. Steudel, 2 Bände, 3. Auflage Tübingen 1850;
- Frédéric Godet: Commentar zu dem Brief an die Römer, deutsch bearbeitet von E. R. Wunderlich, zwei Bände, Hannover 1881/1882;
- Hermann Kutter: Das Unmittelbare. Eine Menschheitsfrage. Berlin 1902;
- Hans Lietzmann: Die Briefe des Apostels Paulus… Band I: An die Römer. 2. Auflage. Tübingen 1919;
- Karl Heinrich Rieger: Betrachtungen über das Neue Testament, zum Wachsthum in der Gnade und Erkenntniß unseres Herrn und Heilandes Jesu Christi, Tübingen 1828;
- Adolf Schlatter: Der Römerbrief ausgelegt für Bibelleser, (Calw 1887) 4. Auflage Stuttgart 1902;
- Albert Schweitzer: Geschichte der Leben-Jesu-Forschung. 2. Auflage, Tübingen 1913;
- Theodor Zahn: Der Brief des Paulus an die Römer. 2. Auflage, Leipzig 1910;
- Friedrich Zündel: Aus der Apostelzeit. Zürich 1886.

Damit ist aber nicht die ganze benutzte Literatur angezeigt, wie Gerhard Ebeling am Beispiel von Martin Luther herausarbeitete: Luther fehlt in den Literaturangaben zur ersten Fassung (in der zweiten Fassung des Römerbriefs unterließ Barth die Literaturangaben „aus verschiedenen Gründen“). Tatsächlich wird Luther in beiden Fassungen mindestens ebenso sehr herangezogen wie Calvin. Allerdings entstammen die Zitate nicht Luthers Römerbriefkommentar, sondern hauptsächlich zwei Textsammlungen aus Luthers Werken, die der württembergische Pfarrer Chr. G. Eberle Mitte des 19. Jahrhunderts herausgegeben hatte. „Aus dem bequem zugänglichen Zitatenschatz von Eberle hat er … ausnahmslos zustimmend, fast durchweg hochkarätige theologische Texte angeführt.“ Aber Eberles erbauliche Sammlung war nicht zitierfähig.
Platon, Immanuel Kant, Søren Kierkegaard, Fjodor Michailowitsch Dostojewski, Carl Spitteler und Franz Overbeck beeinflussten nach Einschätzung von Christiane Tietz beide Fassungen des Römerbriefs. Zum Verständnis von Platon und Kant war Karl Barth nach eigenen Angaben der Austausch mit seinem Bruder Heinrich hilfreich, während Kierkegaard und Dostojewski ihm durch Eduard Thurneysen erschlossen wurden.

## Barth als Exeget
Barth hatte sich dem griechischen Text des Römerbriefs intensiv zugewandt, weil er Paulus von Tarsus verstehen wollte. Die ernsten Fragen seien über den zeitlichen Abstand hinweg dieselben: „Unsere Fragen sind, wenn wir uns selber recht verstehen, die Fragen des Paulus, und des Paulus Antworten müssen, wenn ihr Licht uns leuchtet, unsere Antworten sein.“ Kritiker sahen darin allerdings Eisegese. Hugo Gressmann urteilte, man lerne in Barths Kommentar nicht „den Paulus kennen, wie er wirklich war, sondern den Paulus, wie er nach Barth hätte sein müssen, das macht aus einem Brief des Paulus an die Römer einen Brief Barths an seine Gemeinde“.
Adolf Jülicher kam als Neutestamentler zur gleichen Einschätzung wie Gressmann, doch zeigte er sich beeindruckt von Barths Übersetzung von πίστις pístis mit „Treue Gottes“ in der ersten Fassung des Römerbriefkommentars. Barth erklärte dazu, er verdanke diese Entdeckung am griechischen Text einem Hinweis seines Vetters Rudolf Liechtenhan.
Die zweite, 1922 erschienene Fassung wurde von Rudolf Bultmann weitgehend positiv rezensiert. Bultmann gestand Barth zu, dass er philologisch-historisch korrekt mit dem Text arbeite und dass man nur das verstehen könne, wozu man selbst ein inneres Verhältnis habe. Jedoch überspringe Barth die notwendige Entmythologisierung des antiken Textes. Barth beteuere, dass er zu Paulus stehe, notwendig sei aber, Paulus in die Sprache der Gegenwart zu übersetzen. Bultmanns Hinweis, es kämen noch andere Geister in Paulus zu Wort als das pneuma Christou, konterte Barth: „Das pneuma Christou ist kein Standpunkt, auf den man sich stellen kann, um von hier aus den Paulus oder wen auch immer zu schulmeistern. Es sei uns genug, uns … trotz der ‚andern‘ Geister lernend-lehrend neben Paulus zu stellen“.

## Barths Rezeption des Neukantianismus
Nach Analyse von Friedrich Lohmann nahm Barth in seinen beiden Römerbriefkommentaren drei Elemente des Neukantianismus positiv auf:
1. den erkenntnistheoretischen Anti-Subjektivismus und Anti-Psychologismus;
2. die Polemik gegen das „Gegebene“;
3. die Rede von Gott als „Ursprung“.

Das erste Element finde sich in beiden Fassungen, das zweite und dritte nur in der zweiten Fassung des Römerbriefkommentars, und für diese beiden Elemente ist es laut Lohmann gesichert, dass Barth bewusst an den Neukantianismus anknüpfte.

## Rezeption

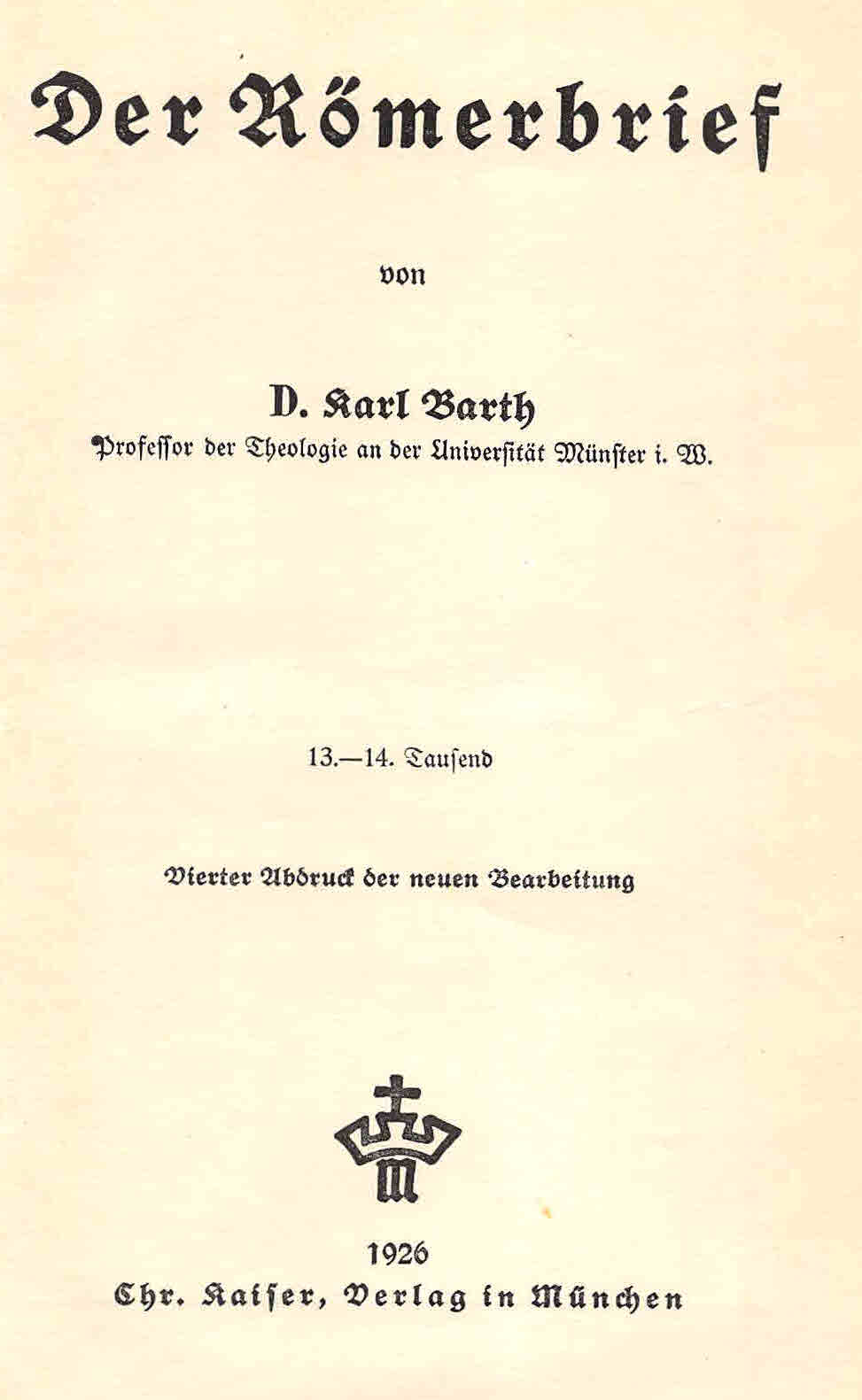

Der katholische Dogmatiker Karl Adam schrieb 1925/26 in der Zeitschrift Hochland: „Barths Römerbrief schlug gleich bei seinem ersten Erscheinen … wie eine Bombe auf dem Spielplatz der Theologen ein, in seinen Wirkungen etwa vergleichbar mit der Antimodernisten-Enzyklika des Papstes Pius X. Pascendi.“
Die erste Fassung des Römerbriefs fand vor allem Schweizer Leser und Rezensenten, darunter als einer der ersten Emil Brunner. Adolf von Harnack distanzierte sich gesprächsweise, dies wurde aber von Barth, als er davon erfuhr, als Votum eines Vertreters der abtretenden Theologengeneration wahrgenommen. Das Buch irritierte einige Rezensenten. So wurde dem Autor eine Nähe zu Rudolf Steiner oder Oswald Spengler unterstellt.
Zu Barths Erstaunen wurde er, ein Pfarrer ohne Promotion und Habilitation, 1921 aufgrund des Römerbriefs (erste Fassung) als Professor für Reformierte Theologie an die Universität Göttingen berufen. Ausschlaggebend war die Empfehlung von Karl Müller (Universität Erlangen).

## Textausgaben
- Der Römerbrief (Erste Fassung). Hrsg. von H. Schmidt, Zürich 1985 (Karl-Barth-Gesamtausgabe, Band II/1919). Ein unveränderter Nachdruck der Erstauflage erschien Zürich 1963.
- Der Römerbrief (Zweite Fassung). 9. Auflage. Zürich 1954.
- Der Römerbrief (Zweite Fassung). Hrsg. von Cornelis van der Kooi und Katja Tolstaja (Karl-Barth-Gesamtausgabe, Band 47). Theologischer Verlag Zürich, Zürich 2010. ISBN 978-3-290-17562-7.